# Ditylenchus destructor
Ditylenchus destructor är en rundmaskart. Ditylenchus destructor ingår i släktet Ditylenchus, och familjen Anguinidae. Arten är reproducerande i Sverige.